# Parodon buckleyi
Parodon buckleyi är en fiskart som beskrevs av Boulenger, 1887. Parodon buckleyi ingår i släktet Parodon och familjen Parodontidae. Inga underarter finns listade i Catalogue of Life.